# Ferdinand Veverka
Ferdinand Veverka (29. ledna 1887 Bělá pod Bezdězem – 7. dubna 1981 Paříž) byl český a československý diplomat, politik a poslanec Revolučního národního shromáždění za Československou stranu socialistickou.
Ferdinand Veverka měl nejenom syna Ferdinanda Veverku (1915–2013), ale i dceru Kornélii (1916–2014), která se provdala za Bedřicha Hildprandta (1937)

## Biografie
Narodil se v roce 1887 v Bělé pod Bezdězem do rodiny Vojtěcha Veverky (1848–1890) a Anny Schneebergerové (1851– ?). Jeho bratranec byl fotograf Adolf Schneeberger (1897–1977) a účastník odboje Emil Schneeberger (1900–1942). Byl příbuzný s MUDr. Václavem Lüftnerem (1855–1925).[zdroj?]
Před rokem 1918 působil ve Státoprávní pokrokové straně. V průběhu roku 1918 působil ve vedení mládežnické organizace České státoprávní demokracie, následně zasedal v Revolučním národním shromáždění za Československou stranu socialistickou (dříve národní sociálové, pozdější národní socialisté). Mandátu se vzdal v červnu 1919. Byl profesí soukromníkem.
Za první republiky působil v diplomatických službách. Zastupoval ČSR na Kubě, v Rakousku, Rumunsku, USA a Švýcarsku. Byl stálým delegátem Československa u Společnosti národů. Vystudoval práva a poté v Paříži absolvoval Institut d'études politiques de Paris. Byl kolegou Edvarda Beneše a přítelem amerického prezidenta Woodrow Wilsona. V roce 1938 koupil zámek, dvůr a pivovar v Dolních Lukavicích, kde se v zámecké kapli oženil s Kornélií Grégrovou (1891–1974) dcerou Julia Grégra. V roce 1945 byl Veverka označen za zrádce a kolaboranta a jeho majetek byl konfiskován. Byl obviněn, že předal československé vyslanectví v Rumunsku německému vyslanci „...slavnostním způsobem ihned po okupaci Čech a Moravy, bez nátlaku rumunské vlády, na prostou žádost německého vyslance a to bez protestu, aniž by vyčkal, jaké stanovisko zaujme ostatní svět“. Do února 1948 ale řízení nebylo ukončeno. Závěrečný výměr ministerstva zemědělství je datován 18. března 1948 a vyzněl pro Veverku negativně. V té době již ale manželé Veverkovi byli v emigraci (odešli do Francie). Ferdinand Veverka se znal s etiopským císařem Haile Selassiem I., který mu tehdy nabídl práci osobního politického poradce. Působil pak 12 let v Etiopii.
Jeho syn Ferdinand Veverka ml. se o zámek v Lukavicích po roce 1989 úspěšně přihlásil a přesídlil zpět do Čech. Dcera Kornélie se v roce 1937 provdala za Bedřicha Hildprandta, majitele zámku v Blatné, který byl jí a jejím dcerám rovněž v roce 1992 navrácen.